# 에드워드 헤니그
에드워드 오거스트 헤니그(Edward August Hennig, 1879년 10월 13일 ~ 1960년 8월 28일)은 미국의 체조 선수로 1904년 세인트루이스 올림픽 2관왕이다.
오하이오주 서밋 카운티에서 태어났다.
올림픽에서 헤니그는 2개의 금메달을 획득하였는 데 하나는 클럽 스윙이었다. 철봉 운동 종목에서 그와 동료 선수 앤턴 하이다는 동점을 매겨 금메달이 그들에게 나누어졌다.
그는 안마 종목에도 나갔으나, 아무 메달도 따지 못하였다. 개인 종합전에서는 50위, 단체전에서는 13위에 들어왔다.
그는 또한 체조와 육상 양종목의 3종 경기에도 나갔는 데 각각 59위와 36위를 하였다.